# 카르멜로 고예네체아
카르멜로 고예네체아 우루솔로(스페인어: Carmelo Goyenechea Urrusolo; 1898년 6월 18일~1984년 11월 10일)는 줄여서 카르멜로(스페인어: Carmelo)로 알려진 스페인의 전 축구 선수이다. 그는 좌측 안쪽 공격수를 맡았다.

## 구단 경력
카르멜로는 1898년에 데우스토(현 빌바오 안의 구)에서 출생했다. 데우스토에서 축구를 시작한 그는 1921년에 아틀레틱 빌바오로 이적했다. 아틀레틱 소속으로, 그는 8년을 주축 선수로 활약했다. 그는 1번의 코파 델 레이와 6번의 비스카이아 선수권 대회 우승을 거두었다. 그리고 선수단 주장도 몇 년 역임했다. 그는 아마추어 선수로만 활약했는데, 바르셀로나가 1000 Ptas의 제의를 받고도 거절하였다.
이후, 1929년에 라 리가의 출범한 원년에 은퇴했다. 그는 리그에서 15경기에 출전해 6골을 기록했다. 1946년에 그는 아틀레틱의 구단 수뇌부 일원이 되었다.

## 국가대표팀 경력
그는 1924년 하계 올림픽에 스페인 선수단 일원으로 참가한 것 외에도 스페인 국가대표팀 경기에 10번 출전했다. 첫 국가대표팀 경기는 1922년 12월 17일, 리스본에서 열린 포르투갈과의 친선전이었다. 그의 마지막 국가대표팀 경기는 1928년 4월 22일에 열린 이탈리아의 경기로, 그는 국가대표팀에서 도합 3경기를 출전했다.

## 수상
- 코파 델 레이: 1923
- 비스카이아 선수권 대회: 1923, 1924, 1926, 1928, 1929